# Albin Mörfelt
Chriss-Albin Alexander Mörfelt (Stoccolma, 10 gennaio 2000) è un calciatore svedese, centrocampista o attaccante dell'Öster.

## Biografia
Mörfelt è in possesso della cittadinanza norvegese, paese natio del padre.

## Carriera

### Club
Mörfelt è cresciuto nelle giovanili del Brommapojkarna, per poi passare in quelle dell'AIK e infine in quelle dell'Hammarby. Ad agosto 2019 è passato al Frej, squadra per cui ha debuttato in data 21 agosto: è stato schierato titolare nella sconfitta per 2-1 arrivata in casa del Sandvikens IF, match valido per la Svenska Cupen 2019-2020. Al termine di quella stessa annata, il Frej è retrocesso in Division 1, senza che Mörfelt giocasse alcuna partita.
Il 14 giugno 2020, Mörfelt ha disputato la prima partita in campionato: ha sostituito Filston Mawana nella sconfitta casalinga per 0-1 subita contro il Brommapojkarna. Il 17 giugno successivo sono arrivate le prime reti, con una doppietta messa a referto nel successo per 1-4 in casa del Karlslunds IF. Ha chiuso la stagione a quota 10 reti in 29 presenze.
L'anno seguente, Mörfelt si è trasferito al Varberg. Ha esordito in Allsvenskan in data 11 aprile 2021, venendo schierato titolare nel pareggio per 0-0 maturato in casa del Mjällby. Il 12 maggio ha siglato la prima rete nella massima divisione locale, nella sconfitta interna per 1-3 arrivata contro l'Hammarby.
Il 30 giugno 2021, i norvegesi del Vålerenga hanno ufficializzato l'acquisto di Mörfelt: il giocatore ha firmato un contratto valido fino al mese di luglio 2025. Ha scelto di vestire la maglia numero 10. Ha debuttato in Eliteserien in data 15 agosto 2021, subentrando a Seedy Jatta nel pareggio per 1-1 arrivato in casa del Tromsø.
Il 23 febbraio 2022, Mörfelt ha fatto ritorno in Svezia per giocare nel Mjällby, con la formula del prestito. È tornato a calcare i campi da calcio locali il 15 aprile seguente, scendendo in campo in sostituzione di Magnus Wørts nella sconfitta per 2-0 subita contro l'Hammarby.
Il 26 luglio 2022, il Vålerenga ha ceduto Mörfelt al Degerfors a titolo definitivo. Il 30 luglio ha quindi giocato la prima partita con la nuova casacca, sostituendo Omar Faraj nella vittoria per 2-1 sul Kalmar.

### Nazionale
Mörfelt ha giocato per la Svezia under 17 e Under-19. Il 21 maggio 2021 è stato convocato dal commissario tecnico della Norvegia under 21 Leif Gunnar Smerud, in vista della partita da disputarsi il 6 giugno contro l'Azerbaigian, in virtù delle sue discendenze paterne. Non ha però giocato nel corso del match.
Il 3 settembre 2021 ha dunque debuttato per la Svezia under 21, sostituendo Tim Prica nella vittoria per 1-3 arrivata sul Montenegro.

## Statistiche

### Presenze e reti nei club
Statistiche aggiornate all'11 settembre 2023.
| Stagione         | Club             | Campionato       | Campionato | Campionato | Coppe nazionali | Coppe nazionali | Coppe nazionali | Coppe continentali | Coppe continentali | Coppe continentali | Supercoppe | Supercoppe | Supercoppe | Totale | Totale |
| Stagione         | Club             | Comp             | Pres       | Reti       | Comp            | Pres            | Reti            | Comp               | Pres               | Reti               | Comp       | Pres       | Reti       | Pres   | Reti   |
| ---------------- | ---------------- | ---------------- | ---------- | ---------- | --------------- | --------------- | --------------- | ------------------ | ------------------ | ------------------ | ---------- | ---------- | ---------- | ------ | ------ |
| ago.-dic. 2019   | Frej             | S                | 0          | 0          | CS              | 1               | 0               | -                  | -                  | -                  | -          | -          | -          | 1      | 0      |
| 2020             | Frej             | D1               | 29         | 10         | CS              | 0               | 0               | -                  | -                  | -                  | -          | -          | -          | 29     | 10     |
| Totale Frej      | Totale Frej      | Totale Frej      | 29         | 10         |                 | 1               | 0               |                    | -                  | -                  |            | -          | -          | 30     | 10     |
| gen.-ago. 2021   | Varberg          | A                | 6          | 1          | CS              | 0               | 0               | -                  | -                  | -                  | -          | -          | -          | 6      | 1      |
| ago.-dic. 2021   | Vålerenga        | ES               | 4          | 0          | CN              | 0               | 0               | -                  | -                  | -                  | -          | -          | -          | 4      | 0      |
| feb.-lug. 2022   | Mjällby          | A                | 10         | 0          | CS              | 1               | 0               | -                  | -                  | -                  | -          | -          | -          | 11     | 0      |
| lug.-dic. 2022   | Degerfors        | A                | 5          | 1          | CS              | 1               | 0               | -                  | -                  | -                  | -          | -          | -          | 6      | 1      |
| gen.-ago. 2023   | Degerfors        | A                | 4          | 0          | CS              | 1               | 0               | -                  | -                  | -                  | -          | -          | -          | 5      | 0      |
| Totale Degerfors | Totale Degerfors | Totale Degerfors | 9          | 1          |                 | 2               | 0               |                    | -                  | -                  |            | -          | -          | 11     | 1      |
| ago.-dic. 2023   | Öster            | S                | 0          | 0          | CS              | 0               | 0               | -                  | -                  | -                  | -          | -          | -          | 0      | 0      |
| Totale           | Totale           | Totale           | 58         | 12         |                 | 4               | 0               |                    | -                  | -                  |            | -          | -          | 62     | 12     |